# بطولة الصداقة القطرية الدولية
بطولة الصداقة الدولية هي بطولة كرة قدم تقام سنويا في الدوحة، قطر منذ عام 2002. في بالبداية كانت مخصصة للفرق الاولى والفرق الأولمبية.لكنها الآن بطولة لفرق الشباب.

## البطولات
| سنة  | ابطال                             | الوصيف             |
| ---- | --------------------------------- | ------------------ |
| 2002 | مصر                               | الصين              |
| 2003 | مصر                               | الجمهورية التشيكية |
| 2004 | المغرب                            | جمهورية كوريا      |
| 2005 | جمهورية كوريا                     | اليابان            |
| 2006 | اليابان                           | جمهورية كوريا      |
| 2007 | مصر                               | بيلاروسيا          |
| 2008 | اليابان                           | بولندا             |
| 2009 | سوريا                             | أوزبكستان          |
| 2010 | جمهورية كوريا الديمقراطية الشعبية | دولة قطر           |
| 2012 | اليونان                           | دولة قطر           |
| 2013 | إيران                             | تركيا              |

- 2002: المنتخبات الاولمبية (تحت 23 سنة)
- 2003: المنتخبات الاولمبية(تحت 23 سنة)
- 2004: المنتخبات الاولمبية(تحت 23 سنة)
- 2005: المنتخبات الاولمبية(تحت 23 سنة)
- 2006: تحت 20 سنة
- 2007: المنتخبات الاولمبية(تحت 23 سنة)
- 2008: تحت 20 سنة
- 2009: U-20
- 2010: المنتخب الاول
- 2012: تحت 20 سنة
- 2013: المنتخبات الاولمبية(تحت 23 سنة)